# Salmo pallaryi
Salmo pallaryi foi uma espécie de peixe da família Salmonidae. Foi endémica da Marrocos. O seu habitat natural foi lagos de água doce.